# МКБ Радуга
Радуга (АТ «ДержМКБ „Радуга“ ім. А.Я.Березняка») (укр. Веселка)  — російське проєктно-конструкторське бюро, що спеціалізується на розробці та виробництві крилатих ракет різного призначення. Розташоване в місті Дубна, Московської області, РФ.
Входить до складу корпорації «Тактическое ракетное вооружение».

## Історія
12 жовтня 1951 року, на підставі наказу міністра авіаційної промисловості № 1010, на заводі № 1 у с. Іванькове (зараз м. Дубна) було створено філію ОКБ-155 (зараз[коли?] це АТ «РСК „МіГ“»), для робіт за темою «Б» — створення крилатих ракет. Начальником філії ОКБ-155-1 було призначено заступника Головного Конструктора ОКБ-155 Березняка Олександра Яковича.
2 червня 1953 року завод № 1 було перейменовано в Дослідно-виробничий завод № 256 (п/я 6).

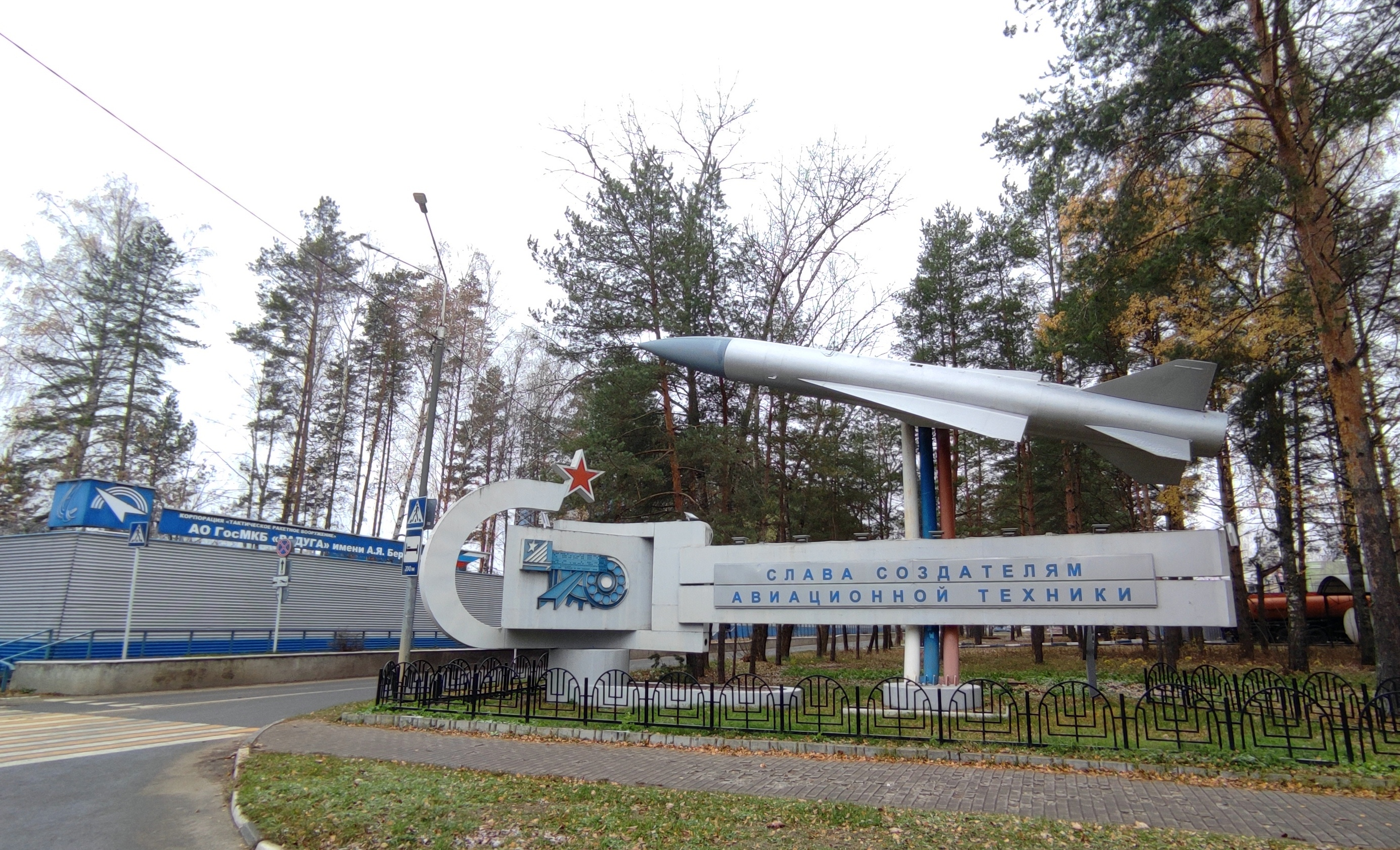
Меморіал із крилатою ракетою Х-22 біля ДержМКБ «Райдуга» в Дубні
За темою «Б» створено крилаті ракети: КС, КСР-5, К-10, Х-20, Х-22 та їх пілотовані аналоги: МіГ-9Л (ФК), К, СДК-7, СМ-20, СМК.
З 1966 року філію ОКБ-155-1 і завод було перетворено на самостійну організацію — Машинобудівне КБ «Райдуга» (п/і 2680). У цей час фахівці ОКБ розробляють гіперзвукову ракету Х-45, для озброєння перспективного літака Т-4 розробки ОКБ-1 (ОКБ Сухого).
Наказом МАП від 19 червня 1972 року, на базі Дубненського машинобудівного заводу і Дубненського машинобудівного конструкторського бюро «Веселка», його філії на Смоленському заводі та філії Московського машинобудівного заводу «Зеніт» ім. О. І. Мікояна, було створено Дубненське виробничо-конструкторське об'єднання — ВПКБ «Веселка» (умовне найменування: «Підприємство п/я Р-6498»). Директором — відповідальним керівником ДПКО був призначений М. П. Федоров, головним конструктором і першим заступником директора призначають А. Я. Березняка.
У 1973 році в ДПКО «Радуга» створено протирадіолокаційну ракету Х-28. Почалися роботи з проєктування КР Х-41, більш відомої як П-270 «Москіт».
У 1974 році Головним конструктором призначається Селезньов Ігор Сергійович.
Також у 1970-х роках у КБ велися роботи з будівництва аналогів орбітального літака системи «Спіраль».
У 1978 році ДПКО перейменовано на Дубненське виробниче об'єднання «Радуга» (ДВО «Радуга»). Розроблено досконалішу ракету Х-58, замість Х-28, що стояла на озброєнні.
У 1982 році на базі об'єднання утворюється самостійна організація — Машинобудівне конструкторське бюро «Радуга». У цей час у КБ закінчуються роботи зі створення ракети Х-55, для озброєння перспективного ракетоносця Ту-160, створюваного в ОКБ Туполєва О. М.
На початку 1990-х років розроблено гіперзвукову КР Х-90, але вона не прийнята на озброєння.
У 2004 році МКБ «Радуга» увійшло до держкорпорації «Тактичне ракетне озброєння».
Наразі равод продовжує виробництво ракет Х-101, Х-22, Х-59, Х-55.
в ніч проти 28 травня 2025 року далекобійні дрони СБУ поцілили по стратегічному підприємству російського ВПК – заводу «Радуга» ім. Березняка»

## Санкції
У березні 2022 року, через вторгнення Росії в Україну, конструкторське бюро потрапило під санкції США.
15 березня 2022 року конструкторське бюро внесено до санкційного списку всіх країн Євросоюзу.
19 жовтня 2022 року КБ додане до санкційного списку України.
Також конструкторське бюро перебуває під санкціями Канади, Швейцарії та Японії.

## Керівництво
- Генеральний директор - Богатиков Сергій Анатолійович